# Siegbert Fröhlich
Siegbert Fröhlich (* 22. April 1929 in Leipzig; † 22. August 1994 ebenda) war ein deutscher Politiker (FDP, zuvor LDPD), ehemaliges Mitglied des Sächsischen Landtages und Professor für Wirtschaftsmathematik.

## Leben und Beruf
Siegbert Fröhlich arbeitete in den Jahren 1947 bis 1954 als Neulehrer für Mathematik, Physik und Chemie an der Karl-Marx-Oberschule in Leipzig. In dieser Zeit absolvierte er zudem ein Studium der Mathematik und Wirtschaftsmathematik an der Universität Leipzig, das er 1953 mit Diplom abschloss. 
Von 1954 bis 1967 war er Lektor beziehungsweise Dozent für Wirtschaftsmathematik an der Hochschule für Ökonomie Berlin. 1961 promovierte er zum Dr. rer. nat. und legte 1966 seine Habilitation ab. Von 1967 bis 1986 war er als ordentlicher Professor für Wirtschaftsmathematik an der Universität Leipzig tätig. 1986 beendete er wegen Invalidisierung seine berufliche Tätigkeit. 
Er war verheiratet und hatte ein Kind.

## Politik
Siegbert Fröhlich trat 1946 in die LDPD ein und wechselte nach der Deutschen Einheit 1990 zur FDP. Innerhalb seiner neuen Partei war er Mitglied im sächsischen Landesvorstand und im Präsidium übernahm er die Aufgabe als Landesschatzmeister.
In der DDR war er auf kommunaler Ebene von 1957 bis 1973 Mitglied der Stadtverordnetenversammlung beziehungsweise des Bezirkstages in Leipzig. 
Er wurde über die Landesliste der FDP Sachsen 1990 in den Sächsischen Landtag gewählt. Dort war er für seine Fraktion Mitglied im Haushalts- und Finanzausschuss sowie im Ausschuss für Wissenschaft und Hochschulen. Vor der Landtagswahl 1994, bei der die FDP aus dem Sächsischen Landtag ausschied, verzichtete er auf eine erneute Kandidatur.